# Secrétariat d'État aux Finances (Espagne)
Le secrétariat d'État aux Finances d'Espagne (en espagnol : Secretaría de Estado de Hacienda) est le secrétariat d'État chargé des finances, de la politique fiscale, de la prévision et de l'analyse des revenus des impôts, de la direction et de l'exécution de la gestion cadastrale ainsi que de la régulation, autorisation, supervision et contrôle des activités nationales de jeux.
Il relève du ministère des Finances.

## Missions

### Fonctions
Le secrétariat d'État aux Finances est l'organe supérieur du ministère des Finances auquel il revient de proposer et mettre en œuvre la politique gouvernementale en matière d'actions relatives à l'orientation de la politique fiscale ; de conception et d'application du système d'impositions ; de prévision et d'analyse des revenus fiscaux et non fiscaux et de toutes les autres ressources publiques ; et de direction et exécution de la gestion cadastrale. À ce titre, il est notamment est chargé :
- du système de financement des villes et communautés autonomes, de l'évaluation des coûts réels des transferts de compétence, de l'endettement des communautés autonomes et de l'application de la règle de stabilité budgétaire ;
- du système financier des entités composant l'Administration locale, de l'endettement des entités locales et de l'application de la règle de stabilité budgétaire ;
- de la collaboration entre les Administrations étatiques, des communautés autonomes et locales, d'élaborer des propositions au conseil de la politique fiscale et financière et à la commission nationale de l'Administration locale.

Le secrétaire d'État préside l'Agence étatique de l'administration fiscale (AEAT).

### Organisation
Le secrétariat d’État s'organise de la manière suivante : 
- Secrétariat d'État aux Finances (Secretaría de Estado de Hacienda) ;
  - Secrétariat général du Financement autonomique et local ;
    - Direction générale de la Stabilité budgétaire et de la Gestion financière territoriale ;
      - Sous-direction générale de la Gestion du financement des communautés autonomes ;
      - Sous-direction générale de l'Analyse budgétaire et statistique des communautés autonomes ;
      - Sous-direction générale de la Durabilité et de la Politique financière des communautés autonomes ;
      - Sous-direction générale de la Gestion du financement local ;
      - Sous-direction générale de la Gestion budgétaire et financière des entités locales ;

    - Sous-direction générale des Études financières régionales ;
    - Sous-direction générale des Relations fiscales avec les communautés autonomes ;
    - Sous-direction générale des Études financières des entités locales ;
    - Sous-direction générale des Systèmes et Applications pour le financement territorial ;
    - Cabinet technique ;

  - Direction générale des Impôts ;
    - Sous-direction générale de la Politique fiscale ;
    - Sous-direction générale des Impôts ;
    - Sous-direction générale des Impôts sur le revenu des personnes physiques ;
    - Sous-direction générale des Impôts sur les personnes juridiques ;
    - Sous-direction générale des Impôts sur la consommation ;
    - Sous-direction générale de la Fiscalité sur les opérations financières ;
    - Sous-direction générale des Impôts sur le patrimoine, des Taxes et des Prix publics ;
    - Sous-direction générale des Impôts spéciaux et de la Fiscalité sur le commerce extérieur et l'environnement ;
    - Sous-direction générale de la Fiscalité internationale ;
    - Sous-direction générale des Impôts locaux ;
    - Sous-direction générale de l'Organisation et de la Gestion des ressources ;

  - Direction générale du Cadastre ;
    - Sous-direction générale de l'Estimation et de l'Inspection ;
    - Sous-direction générale de la Gestion cadastrale, de la Collaboration et des Services aux citoyens ;
    - Sous-direction générale de la Technologie et du Déploiement numérique ;
    - Secrétariat général ;

  - Tribunal économique administratif central ;
    - Sous-direction générale de l'Organisation, des Moyens et des Procédures ;
    - Secrétaire général ;

  - Agence nationale de l'Administration des impôts (AEAT) ;
  - Institut des Études fiscales.

## Titulaires
| Titulaire                                    | Titulaire                        | Début      | Fin         | Parti | Ministre                     |
| -------------------------------------------- | -------------------------------- | ---------- | ----------- | ----- | ---------------------------- |
|                                              | José Víctor Sevilla Segura       | 08/12/1982 | 02/02/1984  | Sans  | Miguel Boyer                 |
|                                              | Josep Borrell                    | 02/02/1984 | 16/03/1991  | PSOE  | Miguel Boyer Carlos Solchaga |
|                                              | Antonio Zabalza Martí            | 16/03/1991 | 24/07/1993  | Sans  | Carlos Solchaga              |
|                                              | Enrique Martínez Robles          | 24/07/1993 | 08/05/1996  | Sans  | Pedro Solbes                 |
|                                              | Juan Costa                       | 08/05/1996 | 06/05/2000  | PP    | Rodrigo Rato                 |
|                                              | Enrique Giménez-Reyna            | 06/05/2000 | 28/07/2001  | Sans  | Cristóbal Montoro            |
|                                              | Estanislao Rodríguez-Ponga       | 28/07/2001 | 20/04/2004  | Sans  | Cristóbal Montoro            |
|                                              | Miguel Ángel Fernández Ordóñez   | 20/04/2004 | 11/03/2006  | PSOE  | Pedro Solbes                 |
|                                              | Carlos Ocaña y Pérez de Tudela   | 11/03/2006 | 11/06/2011  | Sans  | Pedro Solbes Elena Salgado   |
|                                              | Juan Manuel López Carbajo        | 11/06/2011 | 24/12/2011  | Sans  | Elena Salgado                |
|                                              | Miguel Ferre Navarrete           | 31/12/2011 | 12/11/2016  | Sans  | Cristóbal Montoro            |
|                                              | José Enrique Fernández de Moya   | 12/11/2016 | 09/06/2018  | PP    | Cristóbal Montoro            |
|                                              | Inés María Bardón Rafael         | 09/06/2018 | 12/01/2022  | PSOE  | María Jesús Montero          |
|                                              | Héctor Fernando Izquierdo Triana | 12/01/2022 | 09/06/2022  | Sans  | María Jesús Montero          |
|                                              | Jesús Gascón Catalán             | 09/06/2022 | En fonction | Sans  | María Jesús Montero          |
| Titres successifs : - Depuis 2011 : Finances |                                  |            |             |       |                              |